# Shadrach Woods
Shadrach Woods (30 de junio de 1923 a 31 de julio de 1973) fue un arquitecto estadounidense , urbanista y teórico. Formado en ingeniería en la Universidad de Nueva York y en literatura y filosofía en la Trinity College de Dublín, Woods se unió a la oficina de Le Corbusier en París en 1948. Asignados al proyecto para elUnité d'Habitation , entonces en construcción en Marsella, Francia, Woods trabajó junto con el arquitecto griego nacido en Azerbaiyán George Candilis, con quien más tarde formaría una asociación duradera.
Con Candilis y el ingeniero Vladimir Bodiansky, Woods diseñó y construyó viviendas en todo el norte de África durante su mandato como jefe de la oficina de Casablanca de ATBAT-Afrique (Atelier des Bâtisseurs). Las ideas desarrolladas durante el curso de este trabajo dieron lugar a una propuesta ganadora para la Operación millones, un concurso de vivienda social en Francia, en 1954. Encargado por el estado de bienestar para diseñar miles de viviendas suburbanas, Woods y Candilis se unieron al arquitecto yugoslavo Alexis Josic para crear en 1956 la empresa Candilis-Josic-Woods.
Entre los principales proyectos de construcción de la empresa destacan la ampliación de la aldea de Bagnols-sur-Cèze y el desarrollo del barrio de Le Mirail en Toulouse, en Francia y, con Manfred Schieldhelm, la Universidad Libre en Berlín. Al mismo tiempo, Candilis y Woods participaron en los trabajos del Team X, un grupo de arquitectos que surgió de las reuniones del CIAM en los años de posguerra. Woods es quizás más conocido por ser un pensador y escritor. Ha publicado numerosos ensayos sobre temas urbanos, incluida la explicación de sus conceptos de "madre" y "web", y participó en la Trienal de Milán 1968, por invitación del arquitecto italiano y su compañero miembro del Team X, Giancarlo de Carlo.
Después de la disolución de la empresa en 1969, Woods regresó a Nueva York. Impartió conferencias en Harvard y en Yale. Hasta su prematura muerte en 1973, continuó trabajando como arquitecto y planificador urbano en proyectos como el Lower Manhattan Expressway y la renovación del barrio del Soho. Su libro El Hombre de la Calle: una polémica sobre Urbanismo fue publicado póstumamente por Penguin en el año 1975. Los dibujos de Woods y los documentos están en poder de los Archivos del Departamento de Dibujos y de la Biblioteca Avery de Arquitectura y Bellas Artes, en la Universidad de Columbia.